# Lily of the West
Lily of the West est une chanson traditionnelle irlandaise, désormais passée dans le répertoire de la musique folk américaine. La version américaine raconte l'histoire d'un homme qui se rend à Louisville dans le Kentucky et tombe amoureux d'une femme nommée Mary (ou parfois Flora ou Molly), dont le surnom est Lily of the West (« le lys de l'Ouest »). Il s'aperçoit que Mary lui est infidèle : il poignarde alors son rival dans un accès de rage, ce qui lui vaut d'être emprisonné mais ne l'empêche pas de rester amoureux. Dans la version originale, Lily témoigne en sa faveur et il est ainsi libéré ; mais ils ne reprennent pas leur liaison par la suite.

## Origine
Cette ancienne ballade est restée vivante à travers les siècles à la fois sous forme imprimée et par tradition orale. À l'origine une ballade populaire anglaise (broadside ballad), cette chanson est devenue particulièrement populaire aux États-Unis grâce aux chanteurs de salon et aux imprimeurs de ballades. Au XIXe siècle, elle était connue dans tout le pays et, avec le temps, elle est entrée dans la tradition populaire. Sa popularité était telle qu'elle a été utilisée sous forme humoristique pour attirer les gens au Kansas,.
La chanson est souvent interprétée comme métaphore des expériences douloureuses qu'ont vécues Anglais et Scots d'Ulster, et en général Britanniques et Irlandais, dans l'Amérique des premiers pionniers et colons, ou aussi auparavant en marge de la société en Irlande, en Écosse et dans les Marches écossaises.
En 1878, une édition américaine de la chanson mentionne l'explication que cette Mary était la fille d'un homme d'église de Lexington. D'autres éditions américaines antérieures mentionnent cependant d'autres lieux d'origine comme le Michigan.

## Paroles
Voici une version publiée en 1878 en Pennsylvanie :
 style="border-spacing:10px 0px;"
| | Traduction libre |
| When first I came to Louisville some pleasure there to find, A damsel fair from Lexington was pleasing my mind. Her cherry cheeks and ruby lips, like arrows pierced my breast,— They called her Handsome Mary, the Lily of the West. | Quand je vins pour la première fois à Louisville, en quête de plaisirs, Une belle demoiselle de Lexington troubla mon âme. Ses joues cerise et ses lèvres rubis percèrent mon cœur comme des flèches ; Ils l'appelaient Mary la Belle, le Lys de l'Ouest. |
| I courted her awhile, in hopes her love to gain, But she proved false to me which caused me much pain. She robbed me of my liberty, deprived me of my rest,— They called her Handsome Mary, the Lily of the West.                     | Je la courtisai quelque temps, dans l'espoir de gagner son amour, Mais elle s'avéra fausse envers moi, ce qui me causa bien des tourments. Elle me déroba ma liberté, me priva de repos ; Ils l'appelaient Mary la Belle, le Lys de l'Ouest.              |
| One evening as I rambled, down by a shady grove, I saw a man of low degree conversing with my love. They were singing songs of melody, while I was sore distressed, O faithless, faithless Mary, the Lily of the West!                | Un soir comme je déambulais près d'un bosquet ombragé, Je vis un homme de basse condition converser avec mon amour, Ils chantaient de mélodieuses chansons, tandis que j'étais en pleine détresse, Oh infidèle, infidèle Mary, le Lys de l'Ouest !        |
| I stepped up to my rival, my dagger in my hand. I caught him by the collar, and boldly bade him stand ; Being driven to desperation, I stabbed him in the breast, But was betrayed by Mary, the Lily of the West!                     | J'avançai jusqu'à mon rival, mon poignard à la main. Je le saisis par le col et lui intimai hardiment de faire face ; Conduit au désespoir, je le poignardai à la poitrine, Mais je fus trahi par Mary, le Lys de l'Ouest !                               |
| At length the day of trial came, I boldly made my plea, But the judge and jury they soon convicted me. To deceive both judge and jury so modestly she dressed, And there she swore my life away, the Lily of the West.                | Vint enfin le jour du procès, je fis hardiment ma plaidoirie, Mais le juge et le jury m'eurent vite condamné. Pour tromper et juge et jury elle s'habilla si modestement, Et elle m'ôta ma vie là d'un serment, le Lys de l'Ouest.                        |

D'autres versions traditionnelles ou modernes existent, certaines avec une fin différente. Par exemple, le groupe folk irlandais The Chieftains situe l'histoire en Irlande.

## Reprises les plus connues
- Joan Baez, Joan Baez, Vol. 2 (1961)
- Peter, Paul and Mary, « Flora », Moving (1963)
- Marie Laforêt (voix) et Jacques Higelin (guitare), Flora (1964)[6]
- Bob Dylan, Dylan (1973)
- Bert Jansch, Live at the 12 Bar (1996)
- The Chieftains, avec Mark Knopfler dans The Long Black Veil (1995), et avec Rosanne Cash dans Further Down the Old Plank Road (2003)
- Johnny Stulic (between 1978 to 1983), adapted translation version "Usne vrele visnje".
- Altan, dans l'album « Gleann Nimhe » (2012) chantée par Mairead Ní Mhaonaigh